# Slovenske gorice

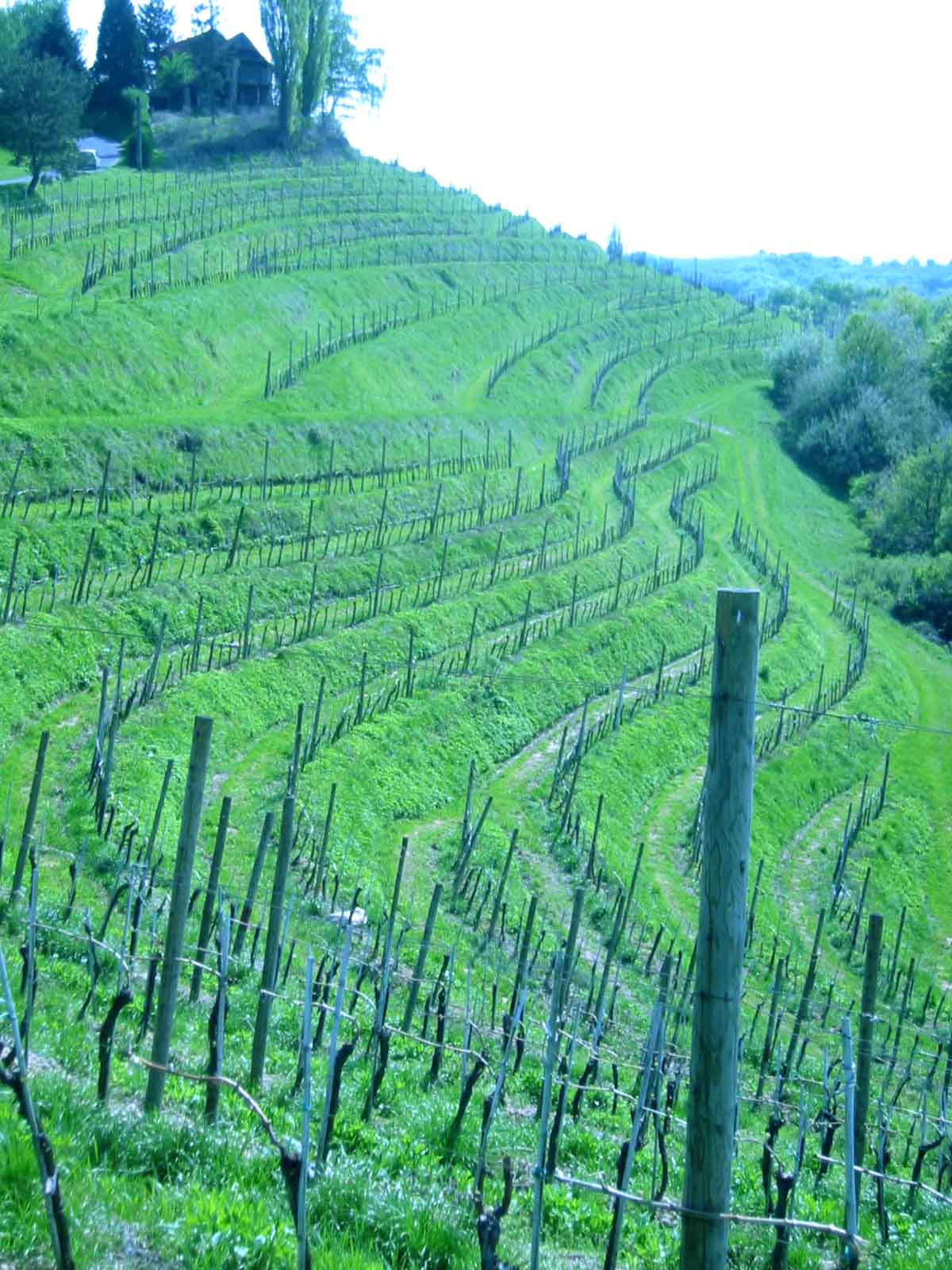
Vinfält i Jeruzalem.

Slovenske gorice (tyska: Windische Büheln) är ett geografiskt omfattande område av småkuperad terräng (300-400 m hög) i östra delen av slovenska Steiermark (slovenska: Štajerska). Det avgränsas av Gamlitz-floden och Apaško polje i norr, floden Drava i väster, floden Mura i öster, och sträcker sig tvärsigenom Slovenien, från österrikiska till kroatiska gränsen. Slovenske gorice indelas i de västra Radgonske-Kapelske gorice och de östra Jeruzalemske-Ormoške gorice. Det slovenska ordet gorica (plural gorice) (ordagrant diminutiv för berg) syftar på områdets talrika vingårdar. Det tyska ordet Windisch betyder slovensk. 

## Geologi och geomorfologi
Geologiskt sett är Slovenske gorice en fortsättning av Koralpe. Slovenske gorice har en kärna av äldre kristallina och metamorfa bergarter, överlagda med yngre, upp till 4 km tjocka, lagerföljder av mineral- och fossilrika sediment från pannoniska havet . De marina sedimenten härrör från Kenozoikum, när Slovenske gorice var en del av det pannoniska havets västra strandvallar. Områdets geomorfologi karaktäriseras av ett gytter av långa böljande höjder som sträcker sig från nordväst mot sydost. Vattendragen i Slovenske gorice följer höjdsträckningarna och rinner huvudsakligen mot sydost.

## Klimat
Området har ett sub-pannoniskt klimat, med mellan 900 och 1 100 mm i årsnederbörd (avtagande från väster mot öster) . Dygnsmedeltemperaturen för orten Radgona, vid norra foten av Slovenske gorice, är 0 °C i januari; 20,3 °C i juli . Det är ofta svalare i dalarna än på höjderna vintertid.  

## Landskap och natur

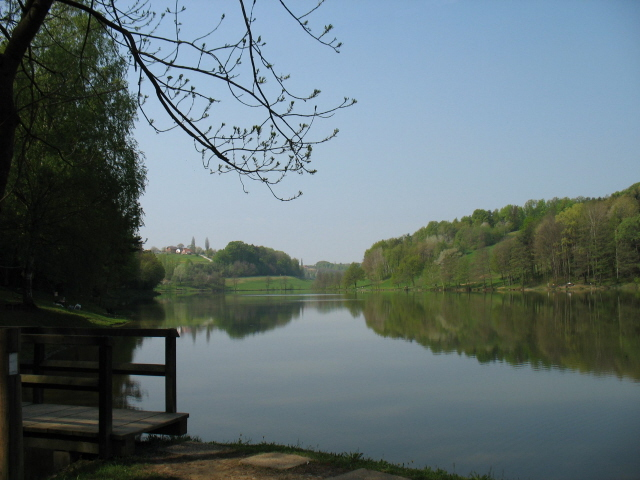
Blaguš-sjön i Slovenske gorice.

Slovenske gorice är ett mosaiklandskap av lövskogar, vin- och fruktgårdar och ängsmark. Avenbok, äkta kastanj och bok (träd) är här vanliga skogsbildande trädarter . Det finns höga natur- och kulturvärden i områdets gamla kulturlandskap som fram tills relativt nyligen brukats extensivt. 
Slovenske gorice är ett Natura 2000-område, där den fram till 1970-talet i Slovenien vanliga, men nu starkt hotade blåkråkan är en nyckelart . 
I ett gränsöverskridande projekt med Österrike försöker man upprätthålla rätt livsbetingelser för blåkråkan som i det slovensk-österrikiska gränslandet har en isolerad population, nu över 100 km från närmsta grannpopulation. 
Slovenske gorice är också ett viktigt häckningsområde för arter som härfågel, gröngöling, turturduva, rödstjärt, gulsparv och törnskata. Svartpannad törnskata häckade i området fram till åtminstone 1997.

## Vinodling
Klimatet och den väldränerade och mineralrika jordmånen lämpar sig för vinodling som bedrivits i området sedan förromersk järnålder. De marina sedimenten ger områdets viner en speciell terroir. 
Här produceras högkvalitativa vita viner av centraleuropeisk typ, inklusive sprudlande viner och viner av sena skördar (slovenska: pozna trgatev; tyska: spätlese), såsom prädikatsvin (slovenska: jagodni izbor; tyska: beerenauslese) och isviner, i dagsläget ofta av druvorna Gewürztraminer (slovenska: Traminec), Welschriesling (slovenska: Laški rizling), Kerner, Sauvignon Blanc, Muskatdruvor, Silvaner, Pinot gris (slovenska: Sivi Pinot), Chardonnay , Chasselas (slovenska: Bela Žlahtnina) och Furmint (slovenska: Šipon) . 
Röda viner från området produceras i dagsläget främst av druvorna Sankt Laurent (slovenska: Ranina), Müller-Thurgau (slovenska: Rizvanec), Portugieser (slovenska: Portugalka), Blaufränkisch (slovenska: Modra Frankinja) och Pinot Noir (slovenska: Modri Pinot) . 
Det finns talrika vinvägar i Slovenske gorice längs vilka turister kan besöka olika vingårdar och provsmaka eller hitta logi.
Spritzer är en av de populäraste sommardrinkarna. Den blandas ut med vin och Radenska slatina (mineralvatten). Serveras välkyld. 

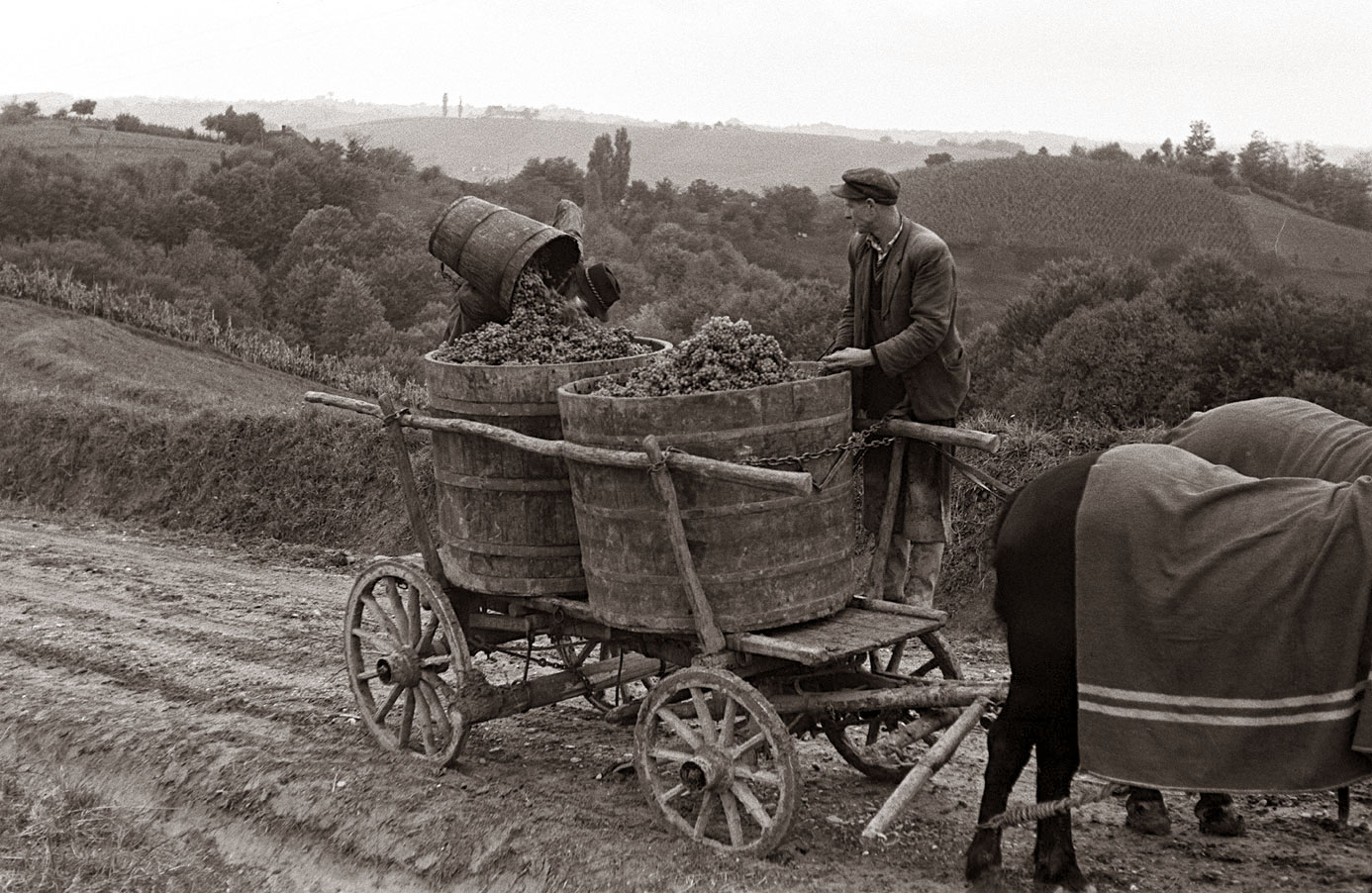
Vinskörd 1958 i Slovenske gorice.
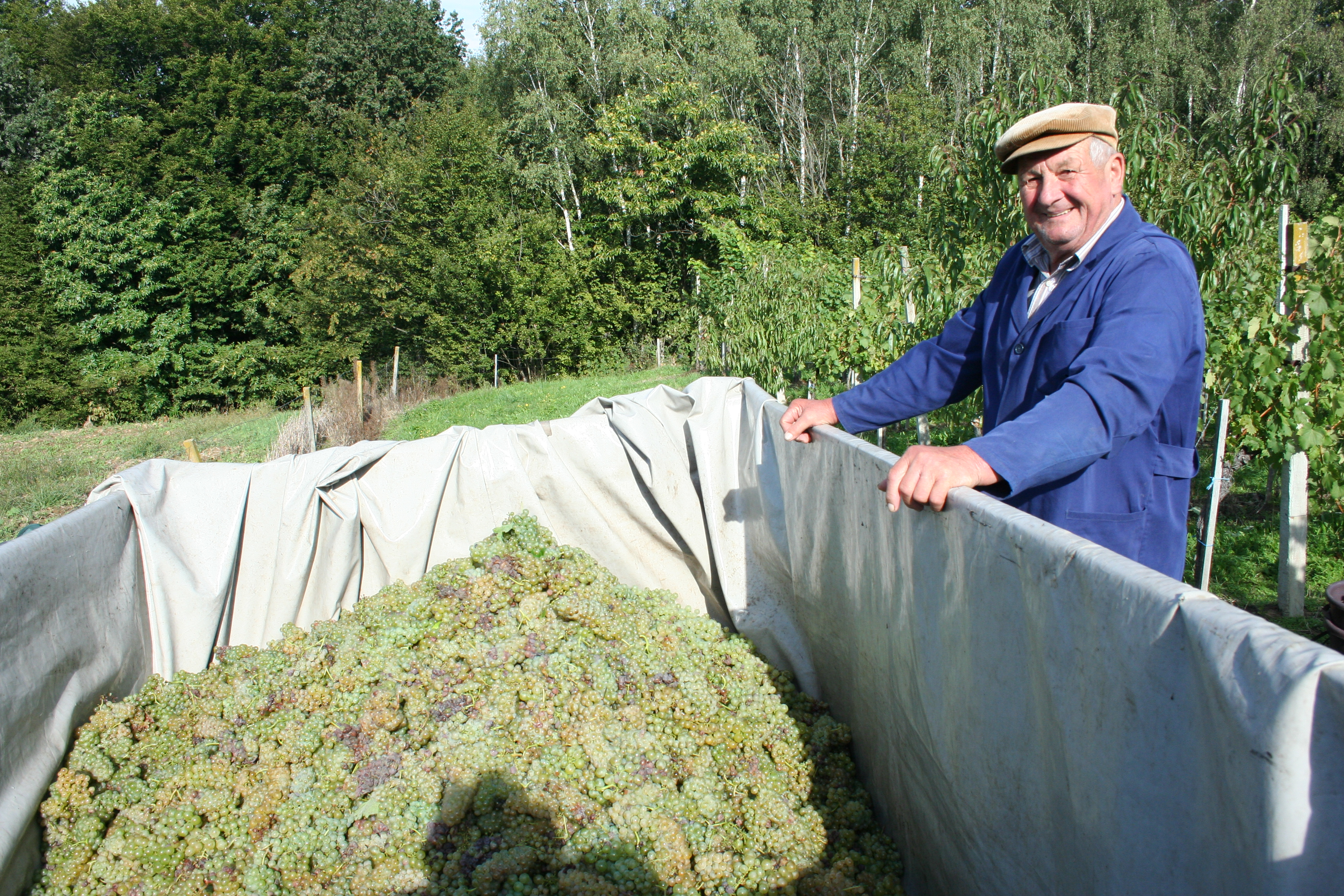
Vinbonde i Radenci. Druvorna skördas fortfarande till största delen för hand, för att säkerställa högsta kvalitet.
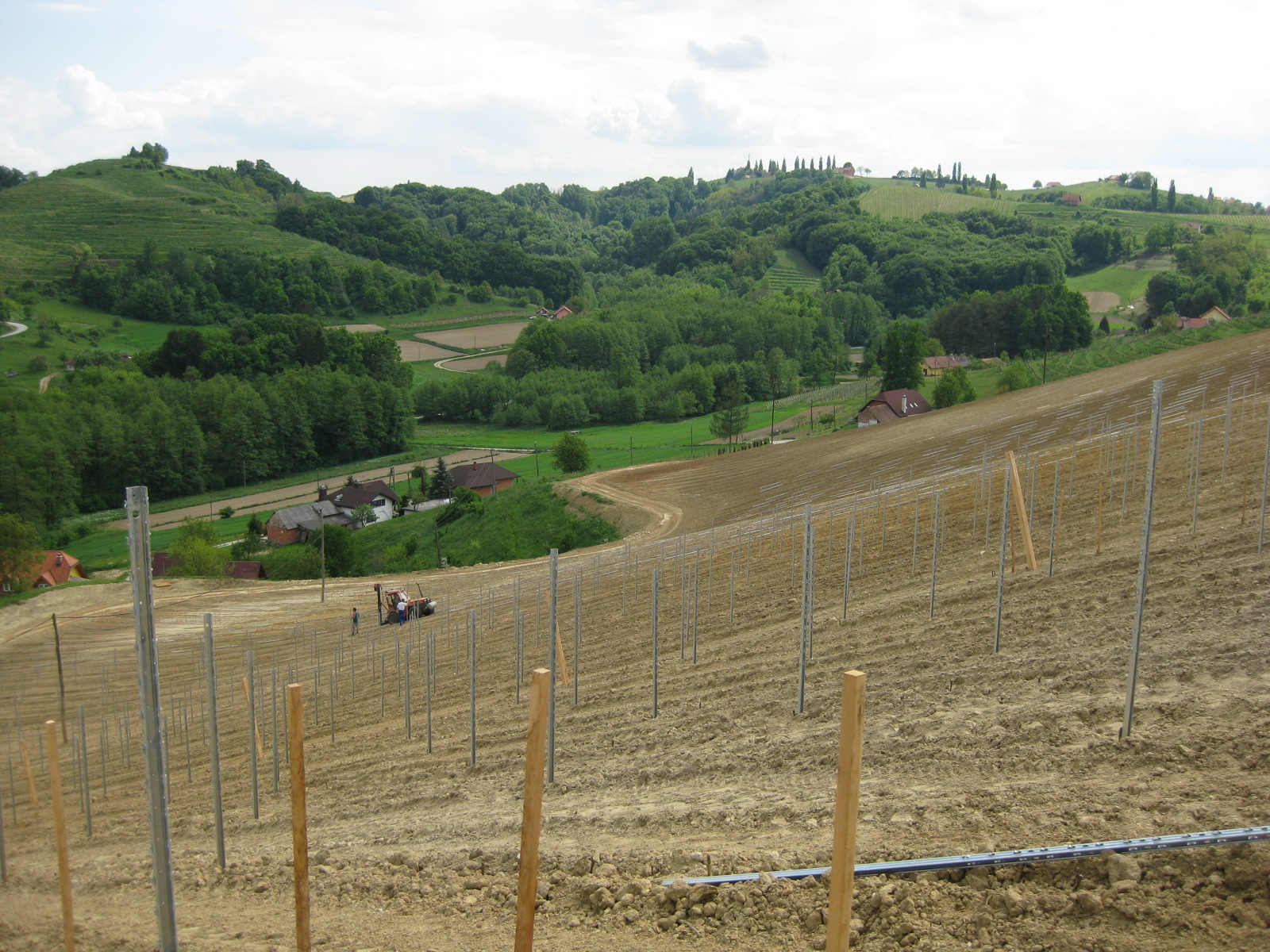
Ett vinfält under anläggning nära Ljutomer.
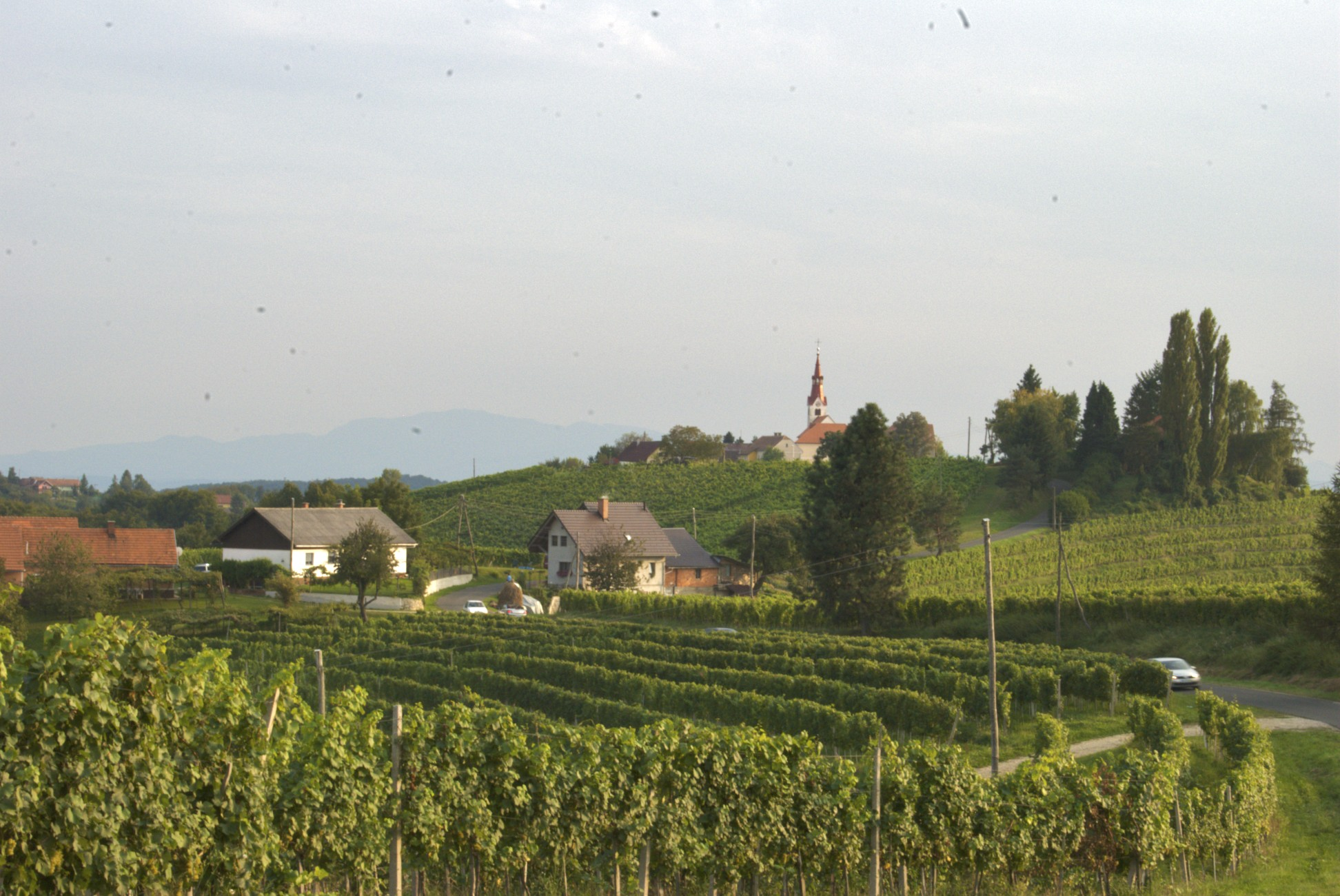
Vinfält i Jeruzalemske-Ormoške gorice.
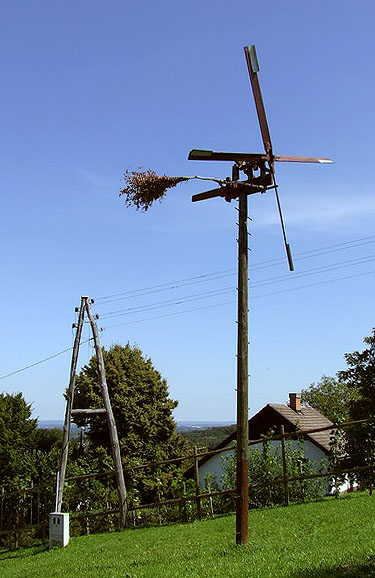
Klopotec (”klapprare”) är en typ av mekanisk fågelskrämma på vinfälten. Konstruktionen är känd sedan åtminstone 1400-talet och typisk för Slovenske gorice.

## Kulturarv
Det finns ett rikt kulturarv av kyrkor, kloster, herrgårdar, slott/borgar och vinkällare i området. Bondgårdarna ligger ofta på ryggarna av höjderna. Jeruzalemske-Ormoške gorice sägs ha fått sitt namn av att korsriddare på väg till det heliga landet fann så gott vin här, att de bestämde sig för att ha nått Jerusalem. Borgen i Velika Nedelja var säte för korsriddare av Tyska orden sedan 1200-talet.

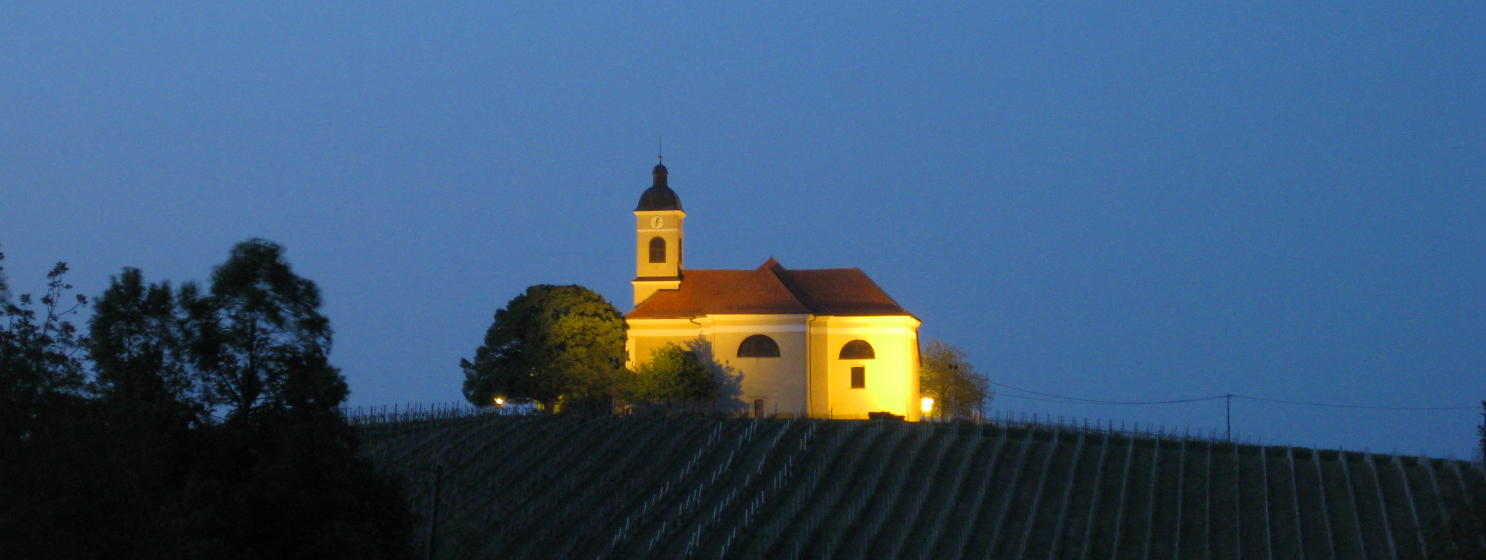
Från denna bergstopp, på vilken kyrkan S:t Maria Magdalena  står bland vinfälten i västra Radgonske-Kapelske gorice, har man en dag med klart väder utsikt över 45 kyrkor, ungerska Balatonsjön i öster och hela östra delen av Slovenske gorice.
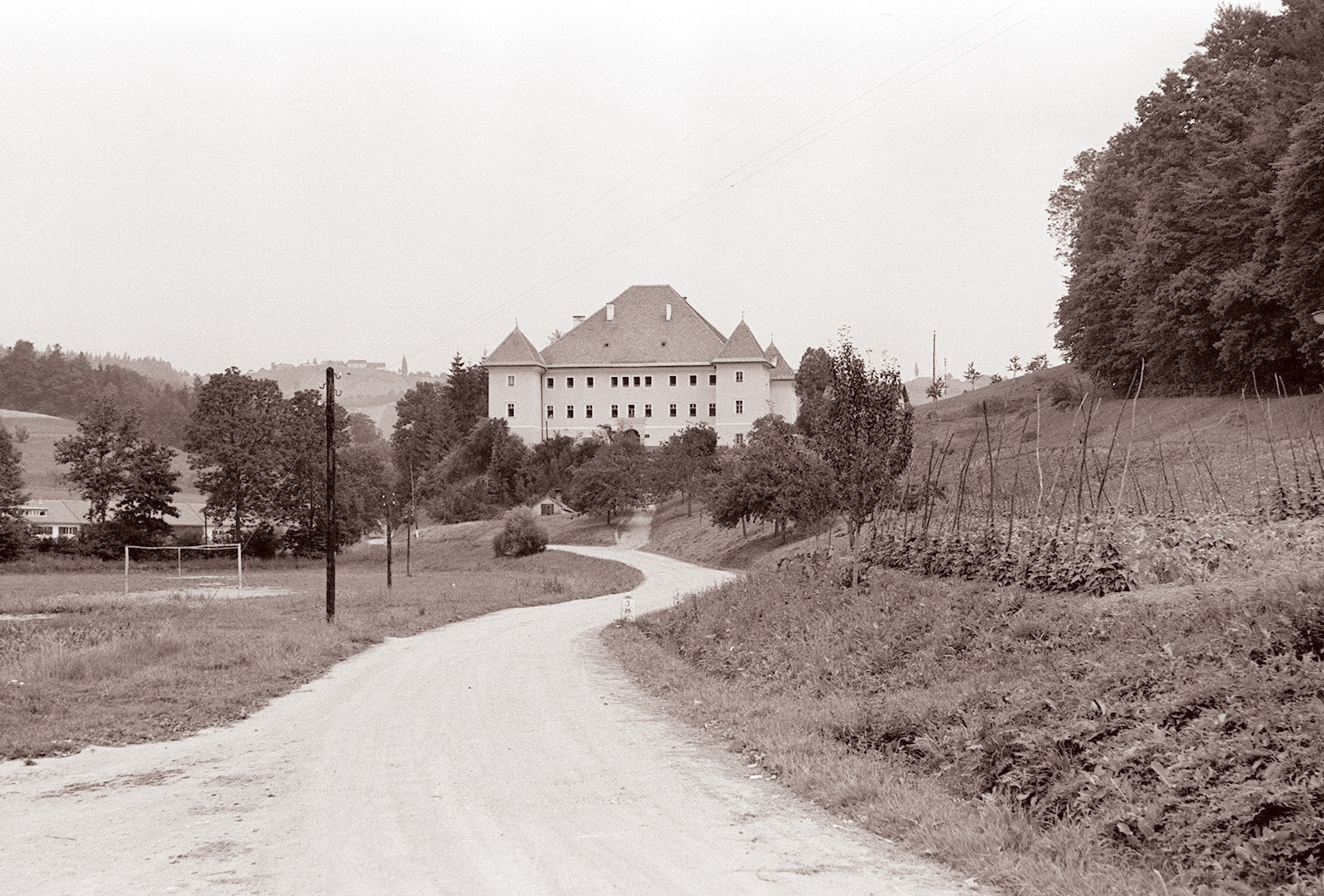
Slottet i Svečina fick sin nuvarande renässansutformning på 1620-talet. Kort från 1960.
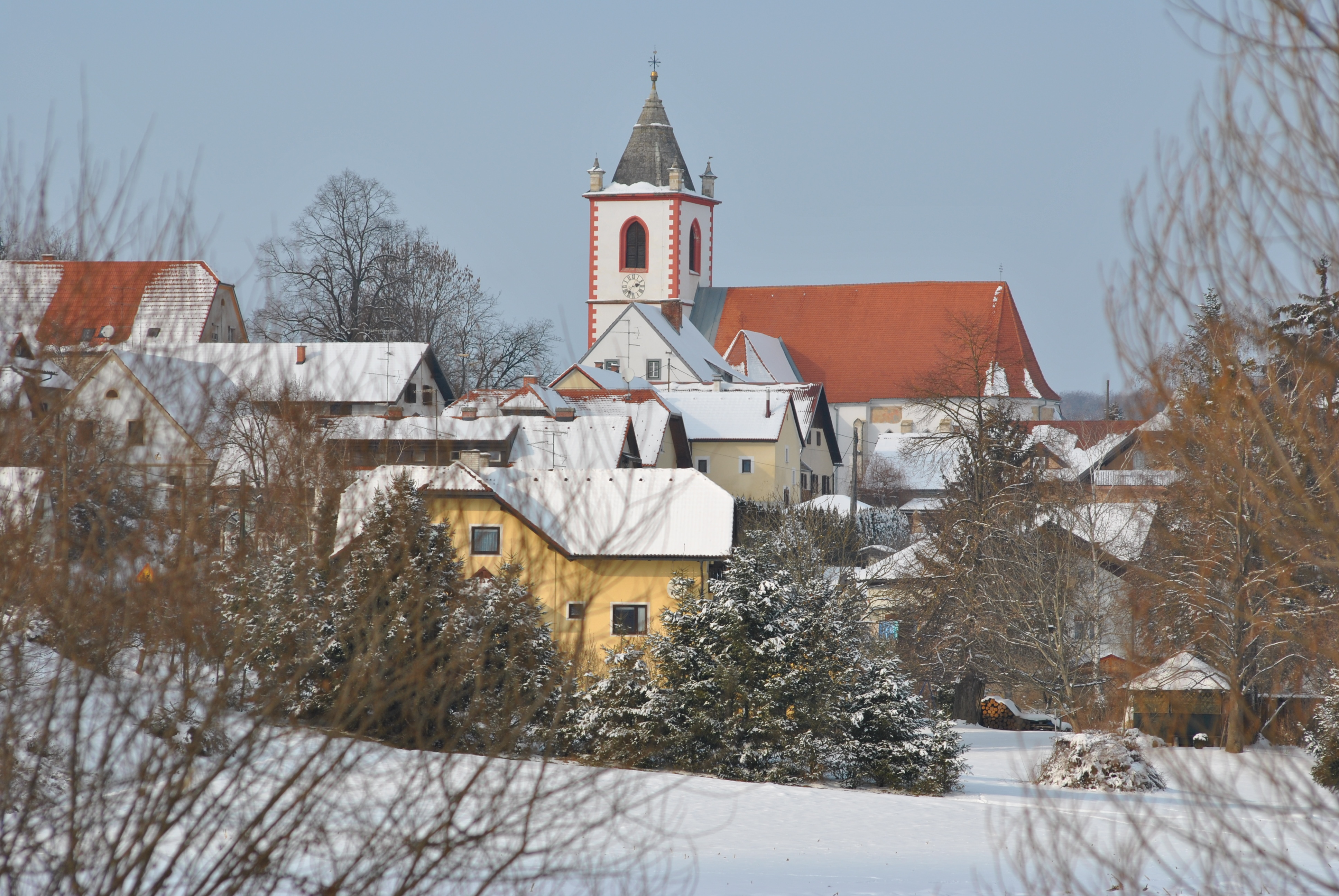
Orten Jarenina domineras av kyrkan S:t Maria. Den är idag en stilistik blandning av huvudsakligen gotik, renässans och barock. Kyrkan nämndes första gången 1139 i skriftliga källor.
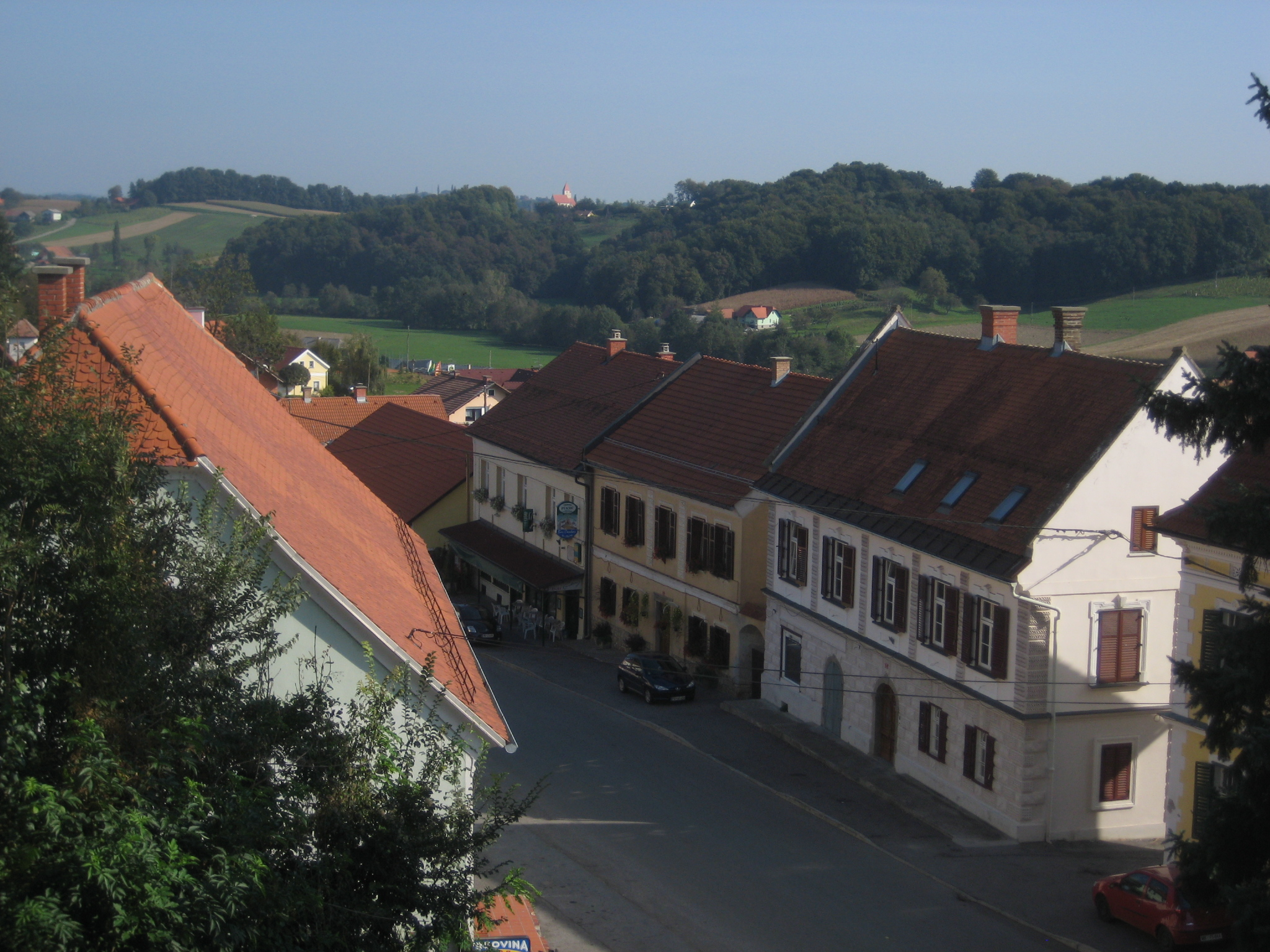
Orten S:t Trojica (St. Trinitas) i Slovenske gorice.
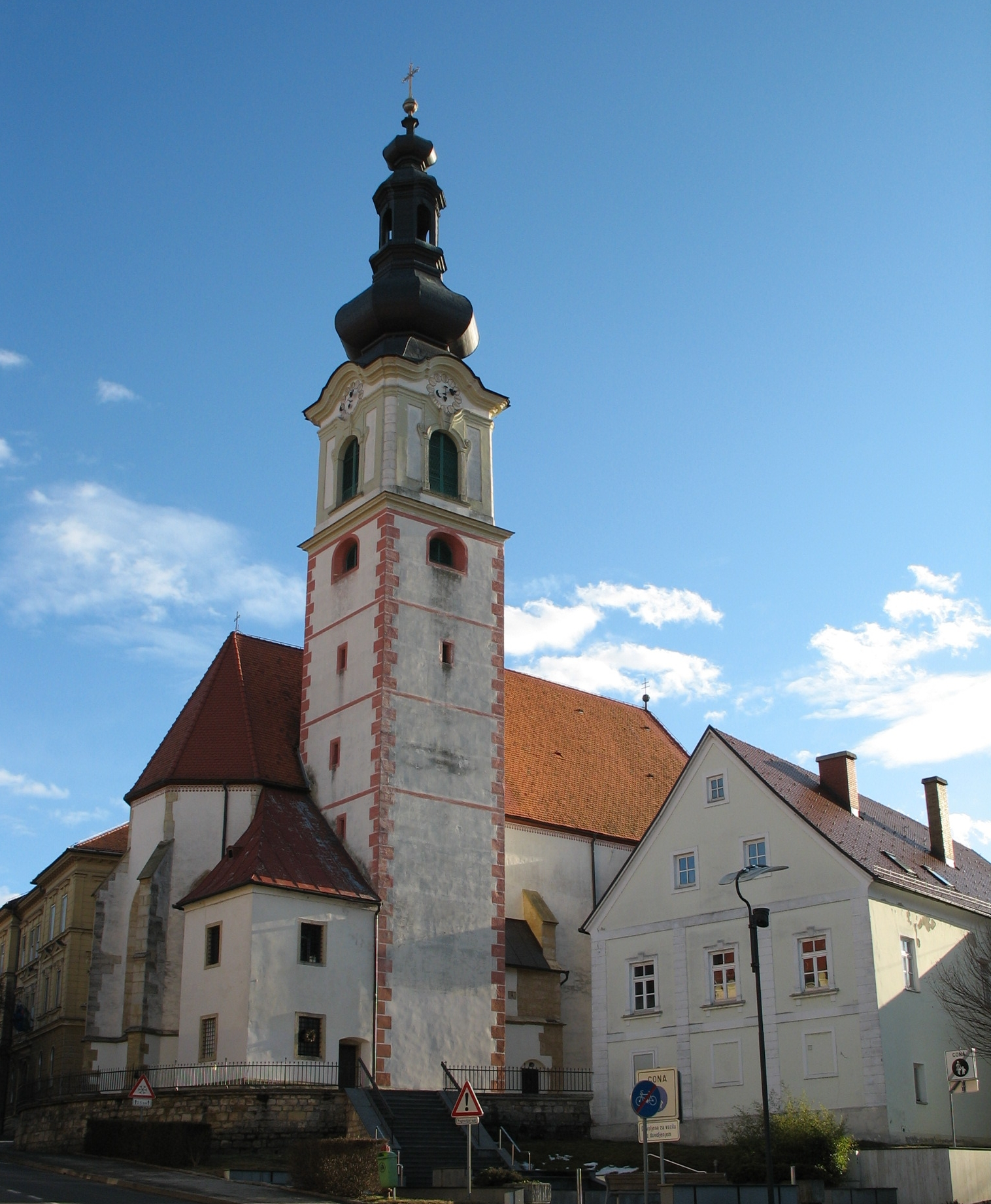
Kyrkan S:t Leonard i orten Lenart nämndes första gången 1196 i skriftliga källor, men är i sin nuvarande utformning sengotisk, med en tornhuv från barocken.

## Demografi
År 1991 var Slovenske gorices folkmängd 93 220, med fallande trend. Större orter är Gornja Radgodna, Jarenina, Lenart (St. Leonard) och Ormož.